# Wundertüte

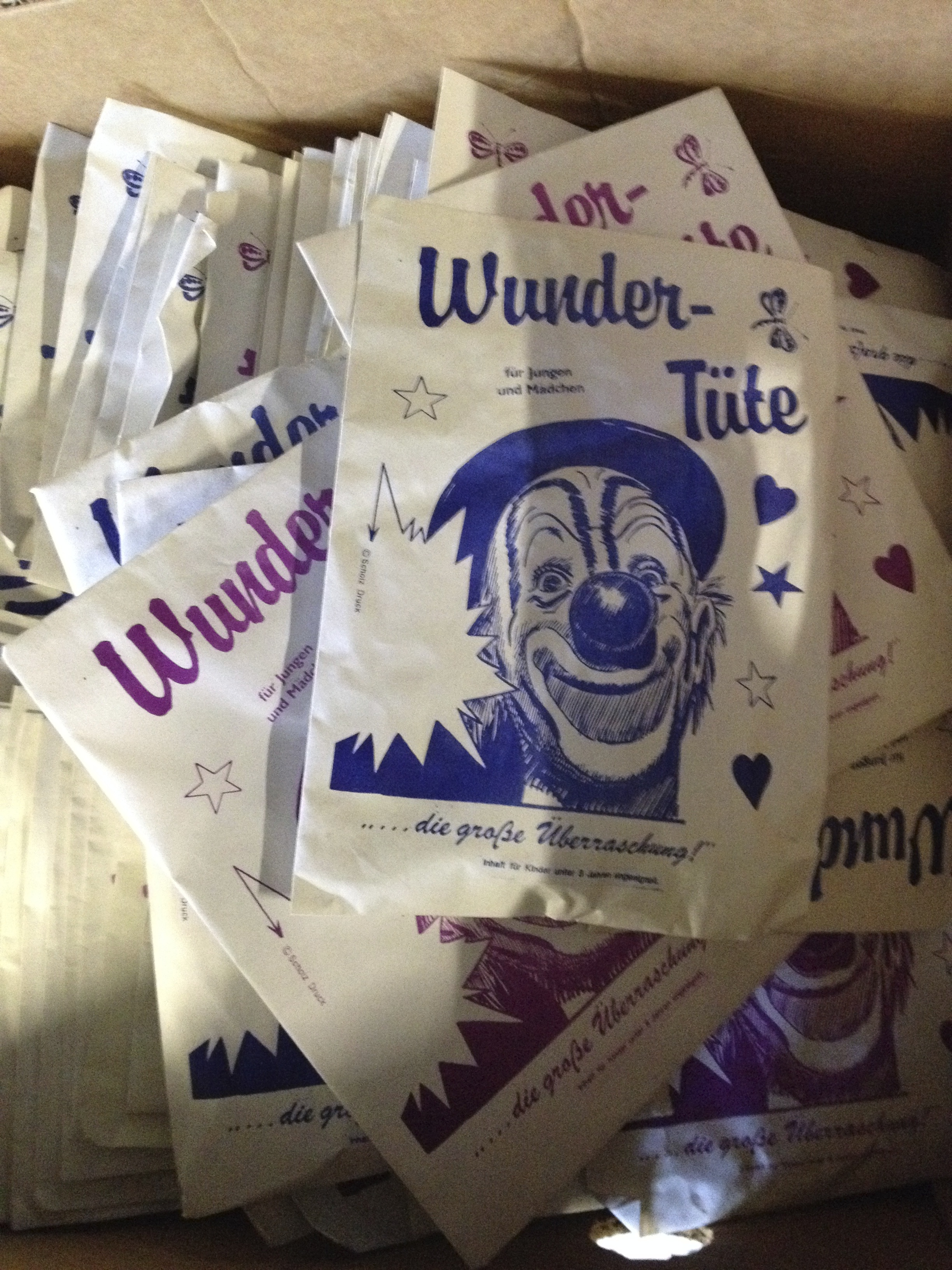
Wundertüten 1972

Eine Wundertüte (in Österreich Glückspackerl) ist eine verschlossene Tüte aus Papier, deren Inhalt von außen nicht zu erkennen ist. Sie wurden in der Bundesrepublik für 10 Pfennig, die große Version für 20 Pfennig verkauft, in der DDR kosteten sie 50 Pfennig. 
Wundertüten existieren spätestens seit der Nachkriegszeit. Die Inhalte der Wundertüten sind meist unscheinbar – häufig zumindest eine Süßigkeit wie Puffreis, kleine Bonbons oder Dragees, Spielzeugfiguren, Miniaturspielzeug wie Pfeifchen, Sammelkarten oder Briefmarken. Es gibt besondere Wundertüten für Zielgruppen wie Jungen, Mädchen  oder Erwachsene.
Eine Wundertüte in abgewandelter Form stellt die Kinder Überraschung der Firma Ferrero dar. Der überraschende Inhalt ist hier in einem hohlen Ei aus Schokolade verpackt; typisch sind kleine Serien von Kunststofffiguren, die den Wunsch nach Vollständigkeit einer Sammlung wecken.